# 8 žen
8 žen je francouzský hraný film z roku 2002, jehož režie se ujal François Ozon. Jedná se o filmový přepis divadelní komedie s kriminální zápletkou.

## Děj filmu
Vše začíná o Vánocích někdy v 50. letech uprostřed francouzské pustiny, kde leží obrovské panské sídlo obývané sedmi ženami a jedním mužem. Vše vypadá překrásně a vesele až do doby, kdy je nalezen muž v posteli s nožem v zádech a všechny ženy v hrozném smutku chtějí nalézt vraha za každou cenu. Nejdřív si myslí, že vrah číhá stále někde venku a poté, že vrah je mužova sestra, která sem zničehonic vtrhne. Potom co někdo jednu z nich málem zastřelí, jsou přesvědčené, že vrahem nebo spíš vražedkyní bude jedna z nich. Začíná zde panovat dost dusná atmosféra, při níž dochází k mnoha groteskním situacím. Posléze také vycházejí najevo všechny lži a neřesti žen, kterými oběti ztrpčovaly život. Nejprve jeho manželka mu byla nevěrná, tchyně mu odmítala dávat akcie na záchranu své firmy apod. Ke konci však vychází najevo, že muž je stále naživu a že jeho vraždu nastražila jeho dcera, aby měl její otec pokoj od ostatních a nechala jej tam zamčeného. On však když uslyšel všechny lži, kterými jeho rodina žila, tak to psychicky nezvládl a zabil se.

## Postavy
- Gaby je manželkou zavražděného a byla už od začátku podezřelá z vraždy, protože ostatní vědí, že když jí manžel zemře, bude dědit. S manželem ke konci už neměla zrovna hezký vztah, ba dokonce mu byla nevěrná s jeho největším nepřítelem. Neměla se navíc moc ráda s jeho sestrou Pierette. Ke konci však vychází najevo, že k ní měla mírný lesbický vztah.
- Louise byla služkou v domě a měla poměr se svým pánem, který trval už od prvopočátku, kdy do jeho domu nastoupila. Byla sice velmi pracovitá, ale i hodně prostořeká, navíc hodně lhala ostatním. Po čase se však přišlo na to, že v každém domě, ve kterém sloužila, měla vztah s majitelem, ať už to byl muž nebo žena.
- Pierette byla sestra zavražděného. Žila v Paříži a živila se zde jako tanečnice v kabaretech. Se svojí švagrovou Gaby se nikdy moc nemusela, dokonce se s rodinou mrtvého moc nestýkala. V den, kdy byl její bratr zavražděn, měla anonymní telefonát a slyšela o bratrově vraždě. Protože takto vnikla do domu bez ohlášení, s tím, že jí někdo volal, byla jednou z podezřelých až do doby, než se zjistilo, že jí zavolala neteř.
- Babička je jednou z postav, jejíž jméno je neznámé. Jedná se o tchyni zavražděného, která mu těsně před jeho smrtí odmítla dát své akcie, kvůli své hamižnosti. Dost mu tím přitížila, ale všechny tyto neřesti dělala hlavně pod vlivem alkoholu, takže si hodně věcí nepamatovala. Při vyšetřování se zjišťuje, že už jednou někoho zavraždila, proto je jednou z podezřelých. Babička je také hypochondr, předstírá, že je upoutaná na invalidní vozík, i když není. Zabila svého manžela, protože ji rozčilovalo, že je moc galantní a nemůže mu nic vyčítat.
- Augustine je švagrová zavražděného, která je i ve svém již středním věku stále pannou. Neměla se svou sestrou Gaby moc dobrý vztah, což švagrovi pořád předkládala, čímž mu hodně přitížila. V rodině kvůli své nerudnosti a náladovosti nebyla moc oblíbená
- Chanel byla služkou v domě. Neměla moc velkou roli. Jediné, v čem se projevila, bylo to, že byla zamilovaná do Pierette a po nocích s ní tajně hrála karty. Byla málem zastřelena. Ke konci vyjde najevo, že ji chtěla vyděsit Catherine, když Chanel zjistila, že zavražděný stále žije.
- Catherine byla jediná z rodiny, která měla se zavražděným nejbližší vztah. Postarala se o to, aby si ostatní myslely, že došlo k vraždě. Využila svých znalostí z detektivních románů. Na konci vše vychází najevo. Jedná se o dceru zavražděného.
- Suzon je nevlastní dcera mrtvého. Studuje v Londýně a vrací se domů na Vánoce s tím, že čeká miminko. Na konci se přijde na to, že dítě má se svým otčímem, kterému to byla oznámit těsně před tím, než zemřel.
- Marcel byl obětí fiktivní vraždy, kterou naplánovala jeho dcera Catherine. Odjakživa jej deprimovalo jeho 8 žen, proto se ke konci sám zabil.

## Obsazení
| Danielle Darrieuxová | babička       |
| Catherine Deneuveová | Gaby          |
| Isabelle Huppertová  | Augustine     |
| Emmanuelle Béartová  | Louise        |
| Fanny Ardant         | Pierette      |
| Virginie Ledoyenová  | Suzon         |
| Ludivine Sagnierová  | Catherine     |
| Firmine Richardová   | Madame Chanel |
| Dominique Lamure     | Marcel        |